# أوزوالد موزلي
كان السيد اوزوالد ارنالد موزلي، البرونت السادس (بالإنجليزية: Oswald Mosley) من أنكواتس، (16 نوفمبر 1896 – 3 ديسمبر 1980) سياسي إنجليزي من اليمين المتطرف، ويعرف عموما بمؤسس اتحاد الفاشيين البريطاني كان عضو البرلمان لهارو من 1918 إلى عام 1924 ولسميثويك من عام 1926 إلى عام 1931، وكذلك مستشار «دوقية لانكستر» في حكومة حزب العمل من 1929–1931.

## السيرة الذاتية

### أسرته وحياته المبكرة
كان موزلي الأكبر بين ثلاثة أبناء السير اوزوالد موزلي البرونت الخامس من أنكواتس (29 ديسمبر 1873-21 سبتمبر 1928) وزوجة  السير اوزوالد هي كاثرين مود إدواردز هيثكوت (1874–1950)، الطفل الثاني للكابتن جستنيان إدواردز هيثكوت من ماركت درايتون، شروبشير. وكانت أسرة موزلي بريطانية أيرلندية وتعد فرع أسرته من أكثر ملاك الأراضي في ستافوردشير. كان البرونت الخامس ابن العم الثالث لإيرل ستراثموري، وذلك عن طريق التزاوج المشترك بين الطبقات البريطانية العليا، والذي في نهاية  الأمر يجعل اوزوالد موزلي البرونت السادس، ابن العم الرابع الملكة إليزابيث الملكة الأم، والذي كان ايرلا لابنة ستراثموري، وابن العم الرابع للملكة إليزابيث الثانية.
ولد موزلي في  رولستون هول، بالقرب من بيرتون اون ترنت في 16 نوفمبر 1896. وعندما  انفصل والداه نشأ مع أمه، التي ذهبت منذ البداية للعيش في بيتون هول بالقرب من ماركت درايتون وجده لأبيه، السير اوزوالد موزلي، البرونت الرابع. وفي داخل الأسرة وبين الأصدقاء الحميمين،  كان دائماً يطلق على موزلي اسم «توم». وعاش لسنوات عديدة في اباديل هول بالقرب نيوكاستل اندرلايم.

### الخدمة العسكرية
تلقى موزلي تعليمه في مدرسة وست داونز و كلية وينتشيستر. في كانون الثاني/يناير 1914 دخل ساندهيرست الأكاديمية العسكرية الملكية، ولكن تم طرده في حزيران/يونيو وذلك بسبب «فعل شغب انتقامي» ضد زميل دراسي. وخلال الحرب العالمية الأولى كلف في الـ 16 بأن يكون من رماحين الملكة وحارب على الجبهة الغربية. ومن ثم تم نقله إلى فيلق  الطيران الملكي  كمراقب ولكن أثناء عرض له أمام والدته وشقيقته حصل له حادث، ومن اثره أصبح لديه عرجة دائمة. وعاد إلى الخنادق قبل أن تلتئم الإصابة تماما، وأثناء معركة لوس، سقط في منصبه مغمي عليه من الألم. فأمضى الفترة المتبقية للحرب في وظائف مكتبية في وزارة الذخائر ووزارة الخارجية.

### الحياة الشخصية
يوم 11 مايو 1920 تزوج من السيدة سينثيا كورزون (المعروفة باسم «سيم»)، (1898-1933)، الابنة الثانية لجورج كورزون، لورد كورزون من كيدليستون، (1859-1925)، والي الهند، عام 1899-1905، وزير الخارجية، 1919-1924، والزوجة الأولى للورد كورزون، هي وريثة البورصة الأمريكية المعروفة بماري فيكتوريا ليتر سابقا.
وكان يجب اقناع الورد كورزون بأن موزلي كان زوج مناسب، لظنه بأن الدافع وراء تقدم موزلي إلى حد كبير هو التقدم الاجتماعي في سياسة حزب المحافظين وأيضا الطمع في ميراثها. اقيم حفل الزفاف سنة 1920 في المصلى الملكي في قصر سانت جيمس في لندن. كان
الحدث الاجتماعي في تلك العام. وشملت المئات من الضيوف منهم ملوك أوروبية، بما في ذلك الملك جورج الخامس والملكة ماري؛ وليوبولد الثالث وأستريد السويد والملك والملكة لبلجيكا.
كان له ثلاثة  أطفال من سينثيا: «فيفيان إليزابيث موزلي» (25 فبراير 1921-26 أغسطس 2002)، والتي تزوجت من ديزموند فرانسيس فوربس ادم (27 يناير 1926-3 يناير 1958)، في 15 يناير 1949 والذي تلقى تعليمه في كلية إيتون، إيتون، بيركشاير، وفي كلية كينغز، جامعة كامبريدج، كامبريدج، كامبريدج شاير، وأنجبت منه ابنتان وولد واحد؛ موزلي نيكولاس، وبارون الثالث رافينسدالي (ولد في 25 يونيو 1923)، روائي ناجح الذي كتب السيرة الذاتية  لوالده وقام بتحريرمذكراته للنشر؛ مايكل موزلي (ولد في 25 أبريل 1932)، لم يتزوجوا وبدون أبناء.